# Parti ouvriers-paysans japonais
Ne doit pas être confondu avec Parti des ouvriers et des paysans.
Le Parti ouvriers-paysans japonais (日本労農党, Nihon Rōnōtō) est un parti politique japonais qui existe de décembre 1926 à décembre 1928.

## Formation
Il est créé par une scission des membres centristes du Parti des ouvriers et des paysans (労働農民党, Rōdōnōmintō).
Cette scission s'effectue en plusieurs temps. Le Rōdōnōmintō avait été créé par la volonté de plusieurs fédérations syndicales, notamment la Fédération générale japonaise du travail (日本労働総同盟, Nihon Rōdō Sōdōmei) et leurs alliés d'obtenir enfin une représentation politique légale, après l'interdiction des premières tentatives. Par différence idéologique et pour échapper à la répression, ce premier parti n'inclut initialement pas les éléments les plus radicaux du mouvement ouvrier et paysan, notamment communistes. Face notamment aux syndicalistes paysans plus à gauche dans le parti, les groupes proches de la Sōdōmei ne peuvent empêcher l'entrée des participants radicaux et sympathisants communistes qu'ils voulaient au départ exclure. Les proches de la Sōdōmei cherchent alors à former de nouveau un parti prolétaire non communiste, mais se divisent encore à cette occasion. Les meneurs plus à droite et plus anti-communistes forment le Parti socialiste du peuple (社会民衆党, Shakai minshūtō), mais ils ne sont pas unanimement suivis,.
Le Parti ouvriers-paysans japonais est alors créé le 9 décembre 1926, principalement par les éléments proches de la faction gauche de la Sōdōmei. Jūsō Miwa (ja), notamment, en devient secrétaire général, après avoir été le premier à occuper ce poste au sein du Rōdōnōmintō. Hisashi Asō (en), qui participe à la création en entraînant derrière lui un syndicat de mineurs hors de la Sōdōmei, en est le président,,. Enfin, Inejirō Asanuma et Motojirō Sugiyama (ja), qui mènent à cette époque des syndicats de paysans, sont impliqués dans le nouveau parti,.

## Positions
C'est un parti prolétarien réformiste, qui accepte donc la monarchie constitutionnelle, mais se démarque des partis plus modérés en demandant par exemple l'abolition de la formation militaire pour les étudiants et l'encadrement des prix des denrées alimentaires par le gouvernement. En se distançant du communisme, dans un contexte où la critique de la constitution ou de la propriété privée sont sévérement réprimées notamment par la loi de Préservation de la Paix de 1925, il échappe à la répression plus violente qui frappe le Parti des ouvriers et des paysans à sa gauche. Il condamne cependant la dissolution de ce dernier par le gouvernement en 1928. C'est en somme un parti qui recherche « l'union de tous les intérêts prolétariens », avant d'afficher une doctrine idéologique très fixe. Concernant la position du parti sur la dictature du prolétariat, François de Tessan attribue ainsi à Jūsō Miwa les propos suivants illustrant l'absence d'opinion tranchée:

« Nous n’avons encore pris, dit-il, aucune décision à ce sujet pour la raison que notre parti est encore trop jeune et que les masses que nous voulons libérer sont incapables d’avoir une opinion politique quelconque... »

Comme le Parti des ouvriers et des paysans, il s'oppose à la politique interventionniste en Chine du gouvernement Tanaka.

## Résultats électoraux
Aux élections législatives japonaises de 1928, les premières au suffrage universel masculin, il présente 13 candidats, dont un seul, Jōtarō Kawakami, est élu,. Hisashi Asō, quant à lui, se présente dans la circonscription minière d'Ashio, dont la mine de cuivre est un centre important de luttes sociales. Il doit y faire face à l'opposition de l'entreprise minière locale, qui menace de licencier les mineurs, en suspend certain pour leur activité politique, et finance ses opposants. La police, également, ferme les espaces de réunion et disperse les rassemblements politiques.

## Fusion et disparition
À la suite de cette première élection, le parti disparaît rapidement lors de sa fusion avec plusieurs autres partis de gauche dans le Parti populaire japonais (ja) (日本大衆党, Nihon taishūtō) en décembre 1928. Ce parti connaît à son tour plusieurs autres fusions, dans le Parti national populaire (ja) (全国大衆党, Zenkoku taishūtō) en juillet 1930, puis le Parti national populaire ouvriers-paysans (ja) (全国労農大衆党, Zenkoku rōnō taishūtō) en juillet 1931, pour atteindre enfin une relative stabilité en formant en juillet 1932 le Parti socialiste populaire (社会大衆党, Shakai taishūtō),,.